# Giesbergeria voronezhensis
Giesbergeria voronezhensis es una bacteria gramnegativa de género Giesbergeria. Fue descrita en el año 2006, es la especie tipo. Su etimología hace referencia la ciudad de Vorónezh, Rusia. Es aerobia y móvil por flagelos bipolares. Catalasa y oxidasa positivas. Tiene un tamaño de 1,3-2,1 μm de diámetro y 2,9-6,8 μm de largo, con forma de espiral. Temperatura óptima de crecimiento de 30 °C. Se ha aislado de lodos activados.